# Contepec, Hidalgo
Contepec är en ort i Mexiko.   Den ligger i kommunen Lolotla och delstaten Hidalgo, i den sydöstra delen av landet, 170 km norr om huvudstaden Mexico City. Contepec ligger 1 524 meter över havet och antalet invånare är 174.
Terrängen runt Contepec är huvudsakligen kuperad. Contepec ligger uppe på en höjd. Runt Contepec är det ganska glesbefolkat, med 40 invånare per kvadratkilometer. Närmaste större samhälle är Lototla, 5,4 km sydväst om Contepec. I omgivningarna runt Contepec växer huvudsakligen savannskog.